# Atures
Atures est l'une des sept municipalités de l'État d'Amazonas au Venezuela. Son chef-lieu est Puerto Ayacucho, également capitale de l'État. En 2011, la population s'élève à 104 228 habitants.

## Géographie

### Subdivisions
La municipalité est divisée en 4 paroisses civiles depuis le 18 décembre 1997 avec chacune à sa tête une capitale (entre parenthèses) :
- Fernando Girón Tovar (Puerto Ayacucho) ;
- Luis Alberto Gómez (Puerto Ayacucho) ;
- Parhueña (Limón de Parhueña) ;
- Platanillal (Platanillal).